# Silverthorn
Silverthorn est le troisième tome de la saga Les Chroniques de Krondor de Raymond E. Feist.
Le livre est tout d'abord sorti en France sous les Éditions de La Reine Noire le 15 novembre 1999, aux éditions J'ai lu le 28 février 2002, puis chez Bragelonne le 26 mai 2005 et enfin au Livre de poche en plusieurs tomes dont seul le premier est paru, nommé Les Faucons de la nuit et  publié le 30 mai 2007.

## Résumé
Un an s'est écoulé depuis la fin de la guerre de la faille. Arutha, le prince de Krondor, retourne dans sa ville pour y célébrer son mariage avec la princesse Anita.
Un tueur en noir l'attend pour le tuer. Jimmy les Mains Vives (jeune voleur de Krondor) qui était sur les toits de Krondor après avoir cambriolé un marchand aperçoit l'assassin sur le même toit que lui et ayant peur pour sa sécurité et pour ne pas se faire repérer, il reste sur le toit. Il voit alors deux cavaliers arriver et le tueur armé d'une arbalète en viser un. Jimmy intervient à cet instant pour sauver l'homme qu'il avait reconnu comme étant le prince Arutha. Il engage donc le combat contre l'homme en noir au péril de sa vie et parvient à le faire tomber du toit permettant à Arutha d'arriver au palais sain et sauf.
Jimmy choisit alors délibérément de ne pas prévenir « Les Moqueurs » (la guilde des voleurs) de son escapade nocturne non règlementaire et d'aller prévenir le prince de l'embuscade qui l'attendait dans la nuit. Le prince le reçoit dans son palais et est heureux de le revoir (voir Milamber le mage). Jimmy lui parle donc de sa rencontre avec le tueur noir. Il s'agit d'un complot, visant à éliminer le prince, conçu par Murmandamus, le chef des Moredhels (les elfes des ténèbres). Une prophétie dit que le prince de Krondor l'empêcherait de mener à bien ses plans. Arutha et ses amis font la rencontre des Faucons de la Nuit, assassins humains et Moredhels, qui ont un certain penchant pour revenir à la vie après avoir été tué, et ce grâce à la magie. 
Pour sauver Arutha, Jimmy a dû trahir son engagement avec la guilde des voleurs. Arutha trouve un compromis avec le chef des voleurs qui est par ailleurs le père de Jimmy (ce que le jeune voleur ignore). Arutha doit se débarrasser des Faucons de la Nuit grâce aux informations des Moqueurs. Jimmy est ensuite nommé écuyer du prince, et rencontre aussi un jeune homme, lui aussi écuyer, qui deviendra son ami : Locklear.
Le jour de la cérémonie du mariage d'Arutha et Anita, Jimmy n'est pas rassuré de la sécurité de son prince. Il va donc sur les toits du palais, au-dessus du lieu où se passe le mariage et y trouve un assassin. Il parvient à l'empêcher de tirer sur le Prince, malheureusement, le carreau empoisonné de son arbalète atteint la princesse Anita. Commence alors la quête du Silverthorn, la seule plante qui permettrait de sauver la princesse.
Cette quête mène Arutha, son frère Martin l'Archer (Duc de Crydee), son beau-frère Laurie le ménestrel, tout d'abord à l'abbaye d'Ishap (dieu du Savoir) pour obtenir des renseignements sur le Silverthorn. Puis, dans la forêt d'Elvandar où vit la reine des Elfes Aglaranna et le prince consort Tomas. L'elfe Galain les accompagne, ainsi qu'un mercenaire, Roald (un ami de jeunesse de Laurie) et un homme des montagnes du nord nommé Baru. Les tisseurs de sort elfique leur ayant indiqué où ils peuvent trouver le Silverthorn, ils se mettent en route pour le nord, dans le fief des Moredhels. Arrivés sur place, ils réussissent à trouver le Silverthorn et à éviter de nombreux pièges grâce à Jimmy. Mais sur le retour, les Moredhels les pourchassent longuement, et à quelques kilomètres de la frontière des elfes, ils livrent combat. Là Baru tue son ennemie juré Murad (le général des armées de Murmandamus) réalisant ainsi sa quête de vengeance personnelle. La mort de Murad et la survie d'Arutha viennent contrecarrer les plans de Murmandamus qui doit retarder son invasion au printemps suivant. Arutha peut alors sauver Anita grâce à la fleur de Silverthorn.

## Personnages
Les personnages principaux sont :
- Pug
- Tomas
- Arutha
- Anita
- Jimmy
- Amos Trask
- Martin
- Laurie
- Aglaranna
- Prince Calin
- Macros le Noir

### Les autres tomes desChroniques de Krondor
1. Pug l'apprenti
2. Milamber le mage
3. Silverthorn
4. Ténèbres sur Sethanon

## Sources
- Le site officiel de Raymond E. Feist
- Le site des éditions bragelonne
- Le site scifi-universe